# Kaye Hallam
Kaye Hallam (24 marzo 1957) è un'ex tennista australiana.

## Carriera
Nei tornei del Grande Slam ha ottenuto il suo miglior risultato raggiungendo i quarti di finale di doppio agli Australian Open nel 1976, in coppia con la statunitense Renee Blount.